# Mont (Yvoir)
Pour les articles homonymes, voir Mont.
Mont est une section de la commune belge d'Yvoir située en Région wallonne dans la province de Namur.
Regroupée en 1964 avec l'ancienne commune de Godinne, elle-même fusionnée en 1977 dans la commune d'Yvoir.

## Géographie
Dominant la vallée de la Meuse, le village de Mont est étalé sur le versant le long de deux rues principales recoupées perpendiculairement par quelques voiries secondaires. Habitat composé de maisons en moellons de grès mêlés à du calcaire, parfois chaulés ; développement important de l’habitat à date récente. L'altitude varie entre 160 m et 275 m, le centre du village est situé à environ 210 m.
Le site de Mont est particulièrement intéressant du point de vue spéléologique : on y répertorie de nombreux chantoirs, pertes, dolines et grottes ; en particulier : le trou du Ry, le trou Wéron découvert vers 1940, le trou de l’Église exploré en 1950, avec une profondeur de 85 mètres.
À proximité, à Maillen, dans la commune voisine d'Assesse, s'ouvre le trou Bernard découvert en 1949, qui est le gouffre le plus profond de Belgique avec plus de 120 mètres de dénivelé.

## Évolution démographique
- Source: DGS, 1831 à 1970=recensements population, 1976= habitants au 31 décembre

## Histoire
Sous l’Ancien Régime, tant sur le plan temporel que spirituel, Mont constitue un simple écart de la terre de Godinne, située dans la vallée ; il en partage la destinée politique. Le hameau de Mont ne se détache de Godinne qu’en 1865 pour être érigé en commune distincte, tandis que la paroisse ne devient autonome qu’en 1898. En 1964, la localité refusionne avec Godinne.

## Patrimoine et culture

### Patrimoine architectural
- L'école communale, représentant de la tendance architecturale officielle du milieu du XIXe siècle.
- Le centre hospitalier universitaire (CHU UCLouvain Namur) de Mont-Godinne (ex cliniques universitaires), situé au sommet d’une falaise qui domine la Meuse, était au départ un sanatorium destiné au traitement de la tuberculose (Institut Thérasse), érigé en 1903. Racheté en 1954 par les Mutualités chrétiennes, il est désormais rattaché à l’UCLouvain et est devenu un des grands hôpitaux universitaires de Wallonie.
- L’église paroissiale Saint-Charles Borromée est un petit édifice néo-roman en calcaire, construit en 1874-76 sur les plans de l’architecte Charles-Joseph Luffin, puis remodelé en 1979-80 par l’architecte Jean Cosse, qui n’en a gardé que quelques parties. On notera le clocher en forme de pyramide tronquée.